# Gobernación de Dhofar
La gobernación de Dhofar o Zufar (en árabe: ظفار Ẓufār) –en enciclopedias españolas de fines de siglo XIX e inicios del siglo XX el nombre de la región aparece transcripto también como Zafar– se encuentra al suroeste de Omán y al noreste de Yemen. A fines de siglo XIX e inicios de siglo XX su población se consideraba por parte de los antropólogos europeos algo diferenciada de la arábiga ya que se la incluía en la etnia Mahra que llegó a dominar el sultanato de Qishn y Socotora.  Históricamente ha sido la fuente principal del incienso en el mundo; sin embargo, este incienso hoy (2015) es usado localmente; Somalia es desde la segunda mitad de siglo XX el principal exportador. Su capital histórica es la ciudad puerto de Mirbat aunque desde los 1970 la mayor ciudad y capital administrativa del gobierno omaní en la región es la también ciudad puerto de  Salalah. El llano de Salalah fue una vez un área cultivada con un sofisticado sistema de irrigación. Durante la Primera Guerra Mundial fue suficientemente fértil para producir comida y granos para suplir una gran parte de las necesidades del ejército británico que peleaba en Mesopotamia.
Es la única parte del sur de Arabia directamente expuesta a los monzones del sudeste desde mediados de agosto hasta finales de septiembre o mediados de octubre; es conocido como el jarif. En consecuencia, hace un buen clima durante la temporada de monzones y un poco después hasta que la vegetación pierde su verdor. El clima húmedo que tiene temporalmente contrasta con los cercanos desiertos de Yemen y el resto de Omán.
Las Fuerzas Armadas del Sultán de Omán (SAF) realizaron entre 1965 y 1975 una campaña de contrainsurgencia contra los guerrilleros del Frente Nacional Democrático para la Liberación de Omán y el golfo Pérsico, que estaba apoyado por Yemen del Sur y que se convirtió en el Frente Popular para la Liberación de Omán, que intentaba deponer al sultán y dominar el estrecho de Ormuz, y así controlar el flujo de petróleo que iba desde el golfo Pérsico hacia Occidente. Las fuerzas del sultán, ayudadas por el Reino Unido, Irán, Jordania y la India, prevalecieron y salieron vencedoras de la campaña, que finalizó en diciembre de 1975 con la rendición de las fuerzas del frente.
La gobernación de Dhofar está formada por diez vilayatos: Salalah, Taqa, Mirbat, Thumrait, Sadah, Rakhyut, Dhalkut, Muqshin, Shlaim y las Islas Hallaniyat.